# Sunbeam Venezia
La Sunbeam Venezia è una automobile prodotta dalla Carrozzeria Touring per conto della casa automobilistica britannica Sunbeam tra il 1963 e il 1964.

## Il contesto
L'auto era il frutto della collaborazione tra il gruppo Rootes e la Carrozzeria Touring, che già assemblava nei suoi stabilimenti milanesi la Sunbeam Alpine e la Hillman Super Minx. Il gruppo industriale inglese pensava di entrare nel mercato italiano proprio attraverso questa vettura. La vettura venne presentata il 12 settembre 1963 in Piazza San Marco a Venezia, alla presenza del sindaco della città e dell'ambasciatore britannico. L'auto infatti fu la prima della storia ad essere portata in Piazza San Marco.

## La vettura
La carrozzeria era costruita secondo il celebre sistema Superleggera Touring: un telaio in sottili tubi d'acciaio che sorregge i pannelli della scocca, costruiti in alluminio. Il carrozziere italiano disegnò una coupé quattro posti dalla linea filante, comoda e con un'ampia vetratura, dotata di interni ben rifiniti con sedili rivestiti in pelle di serie, una strumentazione completa da granturismo e con ampio spazio per i bagagli. La meccanica era piuttosto tradizionale e proveniva dalla Humber Sceptre: un 4 cilindri di 1592 cm³ da 88 CV (potenziato rispetto alla Sceptre, dove erogava 78,5 CV) abbinato ad un cambio manuale a quattro rapporti con overdrive sui due rapporti superiori (optional da 150.000 lire). Le sospensioni anteriori erano indipendenti, quelle posteriori a ponte rigido; il sistema frenante era misto, dischi anteriori e tamburi posteriori con servofreno. La frizione era a comando idraulico.

## L'epilogo
Furono costruite 145 Venezia ufficiali, il numero si evince dal numero di telai Humber Sceptre spediti dalla casa madre alla carrozzeria Touring. Tuttavia secondo la sequenza dei numeri di telaio la carrozzeria milanese allestì un'altra cinquantina di vetture su telai Hillman Super Minx, del tutto identici agli Sceptre. Il prezzo elevato (paragonabile a quello delle Jaguar) e le sue prestazioni non eccelse fecero sì che la produzione cessasse nel 1964. Le vicende finanziarie del gruppo Rootes si rivelarono determinanti per la Touring che si ritrovò senza commesse con forti investimenti da ripianare (tra cui la costruzione di un nuovo stabilimento a Nova Milanese), portando il carrozziere italiano alla chiusura nel 1966.

## Fonti e bibliografia
- Venezia è affondata, Ruoteclassiche maggio 2006
- Dimenticare Touring, Automobilismo d'epoca febbraio 2015